# Jürgen Pöschel

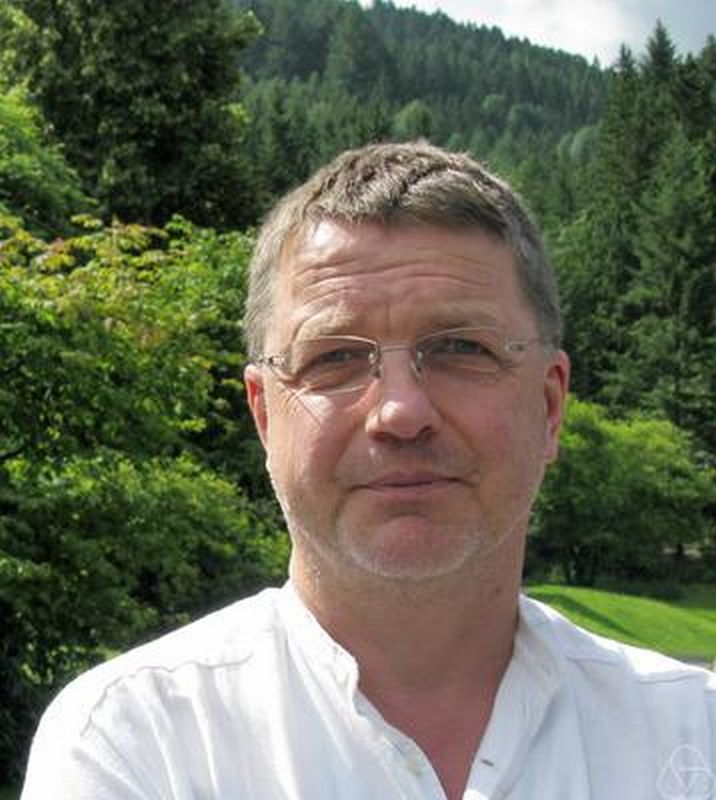
Jürgen Pöschel

Jürgen Pöschel (* 14. Februar 1956 in Krefeld) ist ein deutscher Mathematiker, der sich mit Dynamischen Systemen befasst.

## Leben
Nach dem Studium der Mathematik und Informatik an der Universität Bonn war Pöschel von 1980 bis 1984 Assistent bei Jürgen Moser an der ETH Zürich, wo er 1982 mit einer Arbeit über Integrabilty of Hamiltonian Systems on Cantor Sets promoviert wurde. Von 1984 bis 1994 war er Mitarbeiter am Institut für Angewandte Mathematik an der Universität Bonn und habilitierte sich dort 1990. Seit 1995 leitet Pöschel die Abteilung für Differentialgleichungen am Institut für Analysis, Dynamik und Modellierung (IADM) an der Universität Stuttgart.
Er befasst sich mit KAM-Theorie unter anderem in Zusammenhang mit partiellen Differentialgleichungen (aufgefasst als unendlich dimensionale dynamische Systemen wie bei der Korteweg-de-Vries-Gleichung).
1996 war er eingeladener Sprecher auf dem Europäischen Mathematikerkongress in Budapest (Nonlinear partial differential equations, Birkhoff normal forms and KAM theory).
Seit 2022 ist er im Ruhestand.

## Schriften (Auswahl)
- mit Eugene Trubowitz:  Inverse Spectral Theory. Academic Press, Boston, 1987
- Herausgeber mit Sergei Kuksin, Vladimir Lazutkin: Seminar on Dynamical Systems. St. Petersburg 1991, Birkhäuser, Basel, 1994.
- mit Thomas Kappeler: KdV & KAM. Ergebnisse der Mathematik und ihrer Grenzgebiete. 3. Folge, Band 45, Springer, Berlin, 2003.
- Etwas Analysis. Eine Einführung in die eindimensionale Analysis. Springer Spectrum, 2014.
- Etwas mehr Analysis. Eine Einführung in die mehrdimensionale Analysis. Springer Spectrum, 2014.
- Noch mehr Analysis. Lebesgueintegral – Lp-Räume – Fouriertheorie – Funktionentheorie. Springer Spectrum 2014.
- Über invariante Tori in differenzierbaren Hamiltonschen Systemen. (= Bonner Mathematische Schriften, Band 120), 1980.
- A general infinite dimensional KAM-theorem. In: Simon, Truman, Davies (Hrsg.): IXth International Congress on Mathematical Physics 1988. Adam Hilger, Bristol, New York 1989, 462–465.